# Monprimblanc
Monprimblanc är en kommun i departementet Gironde i regionen Nouvelle-Aquitaine i sydvästra Frankrike. Kommunen ligger i kantonen Cadillac som tillhör arrondissementet Langon. År 2022 hade Monprimblanc 278 invånare.

## Befolkningsutveckling
Antalet invånare i kommunen Monprimblanc
Referens:INSEE